# 张村乡 (庆元县)
张村乡，是中华人民共和国浙江省丽水市庆元县下辖的一个乡镇级行政单位。

## 行政区划
张村乡下辖以下地区：
张村、田头村、库山村、岙头村、东村、蔡川村、高洋村、松柏湾村、吴坑村、第五坑村、上吴坑村、山丘村、澄湖村、后溪村、西管岚村、金丝岱村、风滩洋村、联合村和南阳村。